# 게무야마촌
게무야마촌(煙山村)은 1955년까지 이와테현 시와군에 존속했던 촌이다. 현재의 야하바정 게무야마, 아카바야시 히로미야자와 가미야쓰기 시모야쓰기 기타야하바 미나미야하바 마타베신덴 유통센터 및 에키히가시에 해당한다.

## 연혁
- 1889년 4월 1일 - 정촌제 시행과 함께 시와군 게무야마촌이 성립하였다.
- 1955년 3월 1일 - 도쿠타촌, 후도촌과 합병해, 야하바정이 되었다.

## 교통

### 철도
- 일본국유철도 도호쿠 본선

## 참고서적
- 『이와테현 정촌 합병지』(이와테현 총무부 지방과, 1957년)